# Burg Castels
Die Burg von Castels oder Putzerburg ist die Ruine einer Höhenburg bei der Ortschaft Putz auf dem Gemeindegebiet von Luzein im Prättigau im schweizerischen Kanton Graubünden.

## Name
Hier steht der Name nur scheinbar in direkter Beziehung zur Feudalburg, sondern geht auf eine ältere rätoromanische Bezeichnung einer Volksburg  zurück, die von den deutschsprachigen Erbauern oder Besitzern übernommen wurde. Dies spiegelt sich in Belegen des 14. und 15. Jahrhunderts wider: 1344: …dem manne Ulrichen von Kastels, 1352: in seinem gerichte genant zu Castels, 1496: die vesten oder geslos Castel und 1496 sloss Castel. Die ehemals rätoromanische Bevölkerung empfand offenbar die Verdoppelung «Burg zu Castels» als störend  und nannte die Anlage nach der nahe gelegenen Siedlung «Castelg da Putz». Um 1573 berichtete Ulrich Campell: «…viculus Puotz dictus … quae Raetis inde antiquitus vocatur ils Castelg da Puntz, id est Castellum Putiense, Germanice loquentes dicunt Castels.»

## Anlage

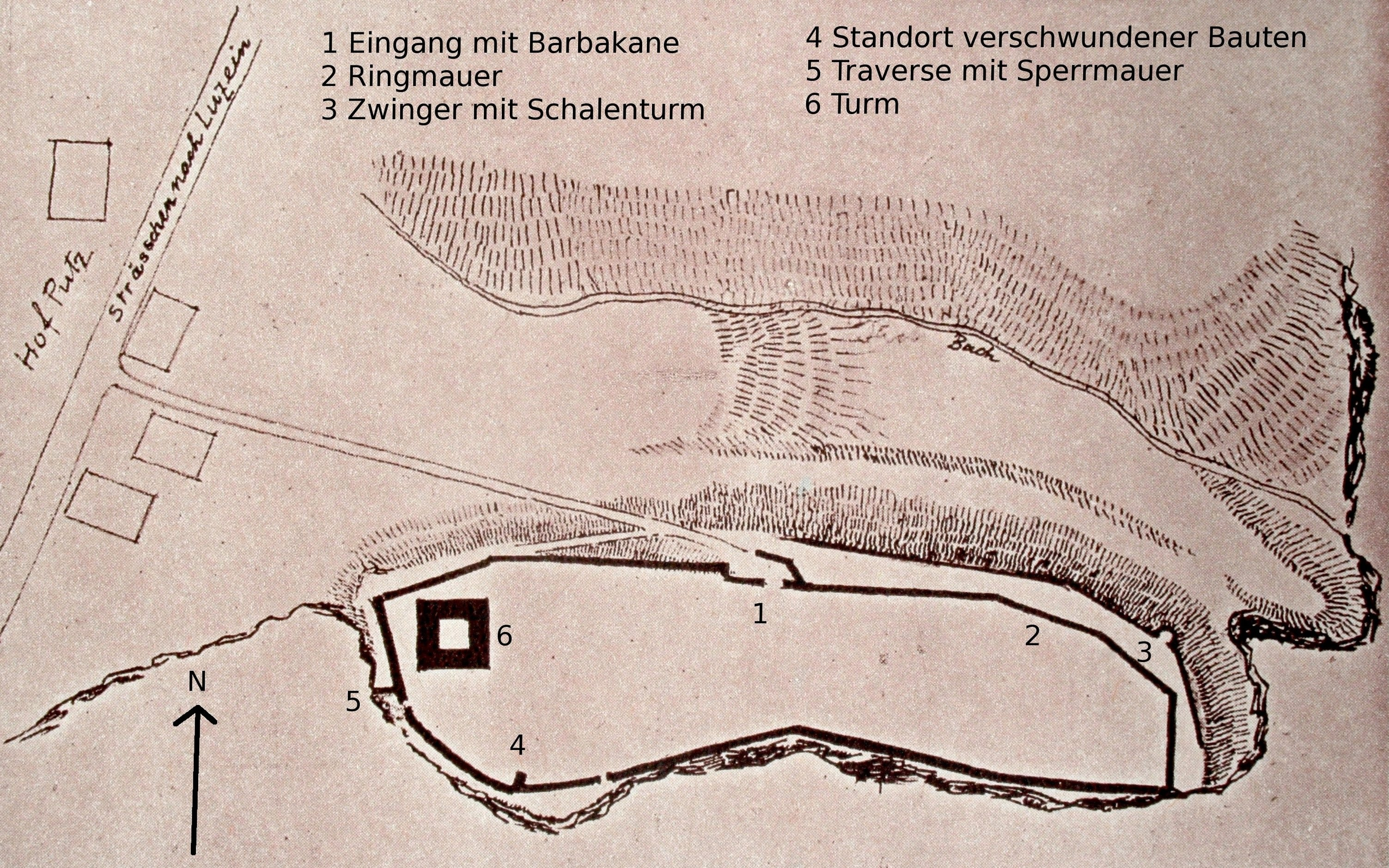
Plan der Anlage

Die Anlage liegt bei 1065 m ü. M. auf einem Felsvorsprung, der gegen Süden senkrecht zur Landquart abfällt. Mehrere Mauerfugen zeigen, dass der Bau der Burg in mehreren Phasen erfolgte. Nach Osten und Westen war die Anlage durch Steilhänge geschützt, im Norden durch eine grabenartige Senke. Eine Ringmauer folgt der Geländekante. An der nördlichen Mauer zeigen sich Reste eines erst im 16. oder 17. Jahrhundert erstellten Wehrganges mit Zinnen und Scharten für Handfeuerwaffen. Das heutige Eingangstor wurde später eingebrochen und mit einer mit Scharten ausgestatteten Barbakane bewehrt, von der sich Reste erhalten haben. Der ursprüngliche Zugang lag wohl auf der Westseite, wo ein schmales Felsband um die Ringmauer führt. Bei der Verlegung des Tors wurde das Felsband durch eine Traverse abgesperrt.
Vom heutigen Eingang bis zur Südostecke erstreckte sich ein schmaler Zwinger, dessen Aussenmauer mit Scharten und einem Schalenturm ausgestattet war.
In der Nordwestecke steht ein frei stehender Bergfried mit einer Seitenlänge von ca. 8,5 m bei einer Mauerstärke von 2 m. Vom Bering ist er durch einen 2 m breiten Korridor getrennt. Die Eckverbände sind mit Bossenquadern mit Kantenschlag sorgfältig ausgeführt. Am Turm zeigen sich Reste eines Glattverputzes aus dem 16. Jahrhundert. Nachweisbar sind vier Geschosse; der Hocheingang lag auf der Westseite im 2. Geschoss und war über eine Holzkonstruktion zwischen Mauer und Turm erreichbar.
Vom Rest der Anlage haben sich nur wenige Spuren erhalten. Im Westen und Südwesten finden sich Reste des an die Mauer angelehnten Haupttraktes. Nach einem Inventar von 1616 enthielt er folgende Räume: eine grosse Stube mit Gemälden, Kästen, Wandtisch und italienischen Ledersesseln, auf der einen Seite eine Schlafkammer, auf der anderen ein «Stübli». Auf dem gleichen Geschoss lag ein «Saal», der jedoch als Schlafraum diente sowie eine kleine Kammer. Auf der anderen Seite lagen, durch eine Diele getrennt, eine Stube, eine Kammer, dazu die Küche und eine Kapelle.
Unter diesem Wohngeschoss lag das Untergeschoss mit gewölbten Räumen, dem Korn- und Weinlager, die Metzgerei und die Knechtekammer.
Im Hof stand ein Brunnen, der durch eine Zuleitung gespeist wurde. In seiner Nähe stand ein Speicher, eine Badestube und ein Wäscheofen sowie ein Schweinestall. Der Standort dieser Gebäude ist ohne Grabungen nicht mehr festzustellen. Der Turm diente im 17. Jahrhundert als Gefängnis und Waffenlager. Unten lag ein Verlies mit Hand- und Fussfesseln sowie ein ufzug sambt einem neuwen Seil, daran die gefangenen auf- und abzelassen.

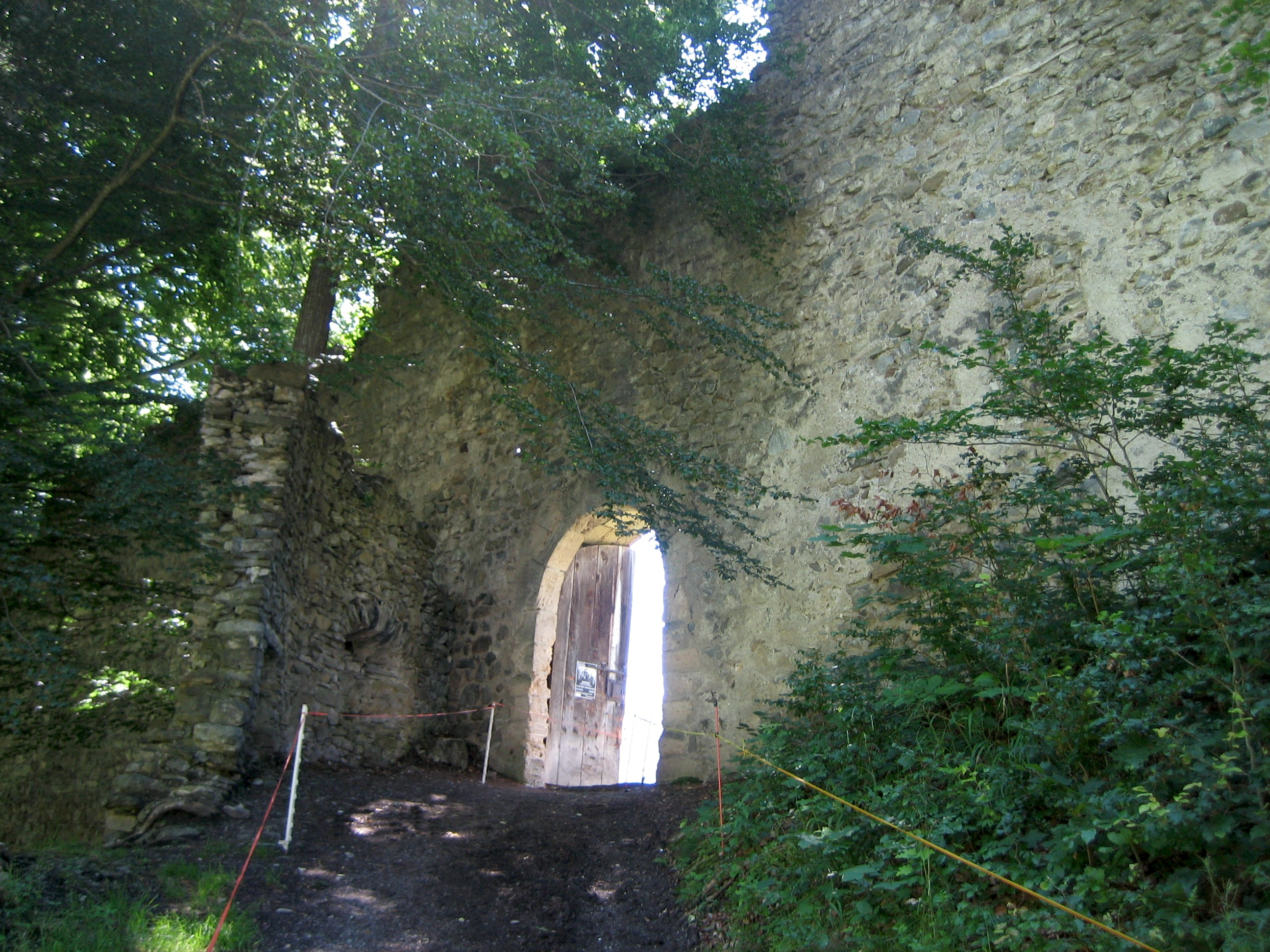
Zugang, links die Reste der Barbakane
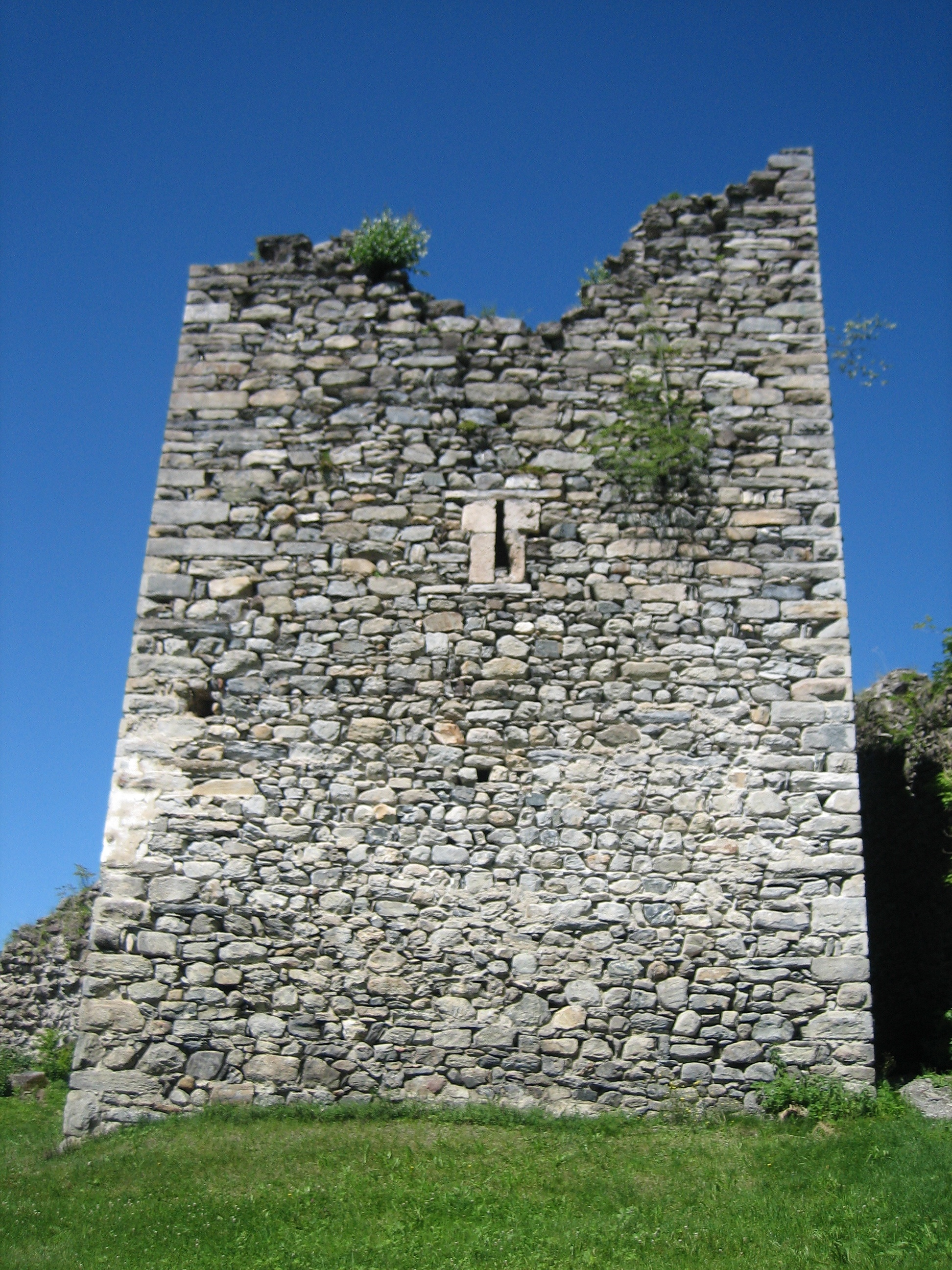
Ostseite des Turmes
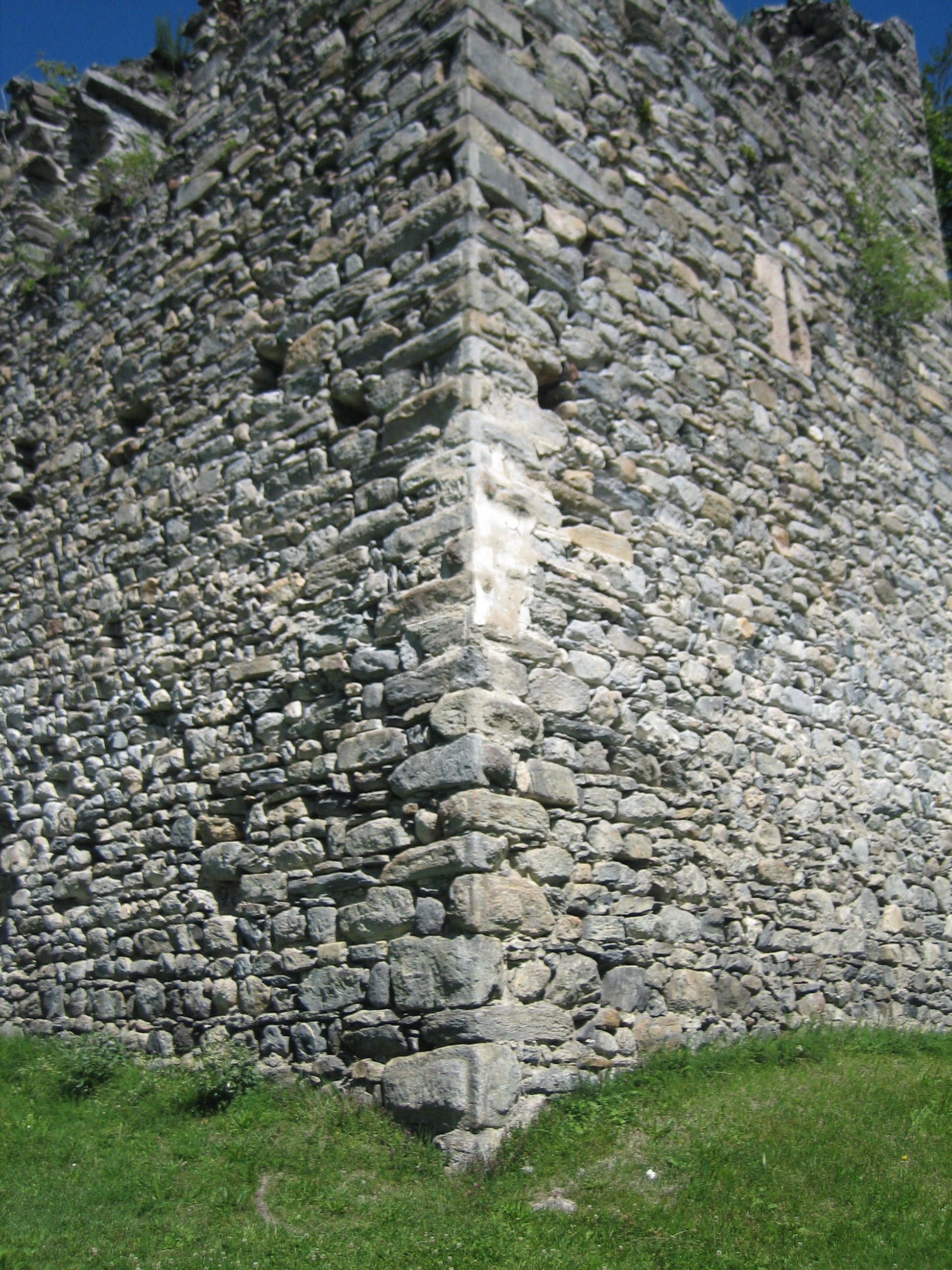
Südostecke
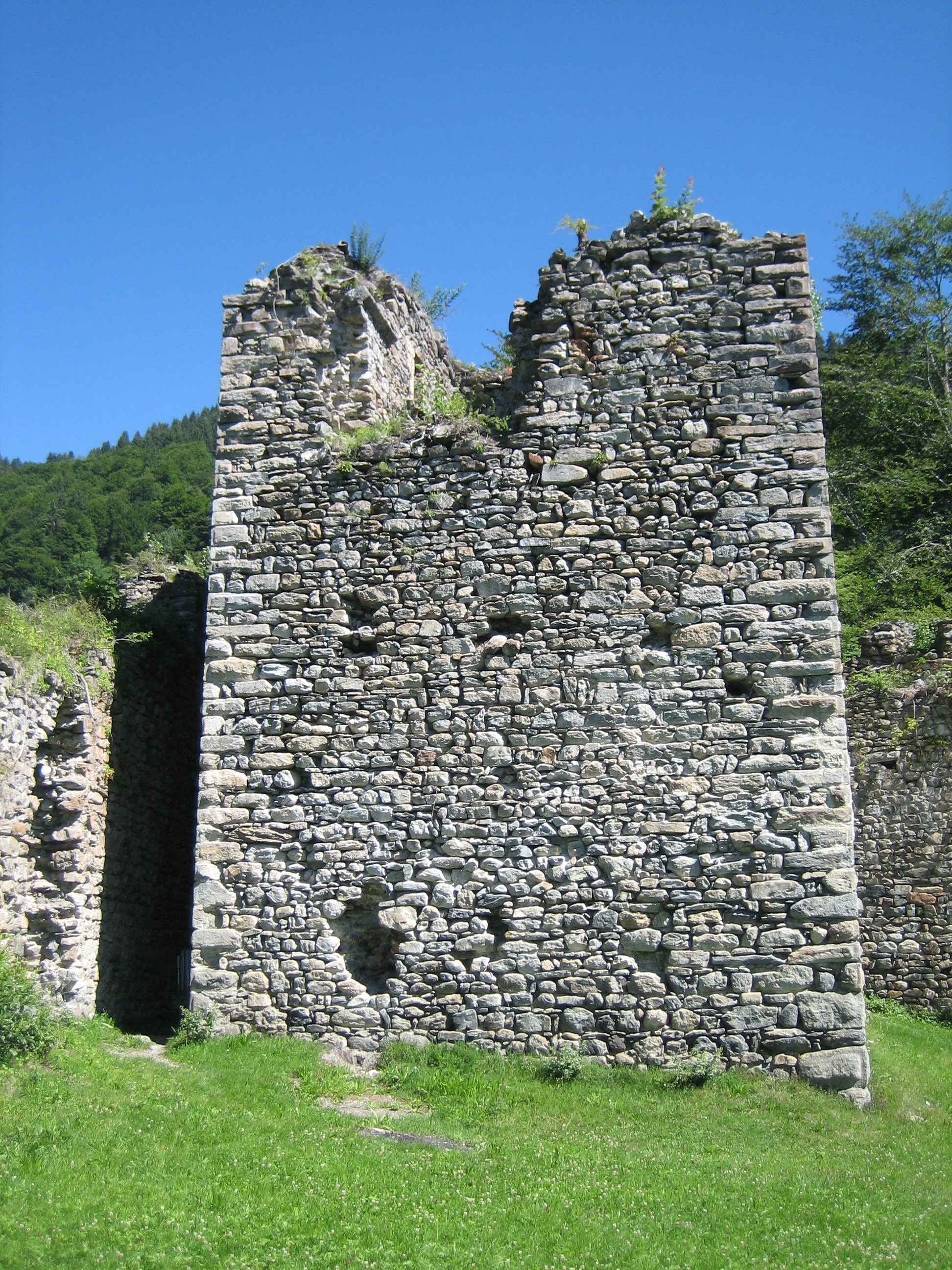
Südseite des Turmes
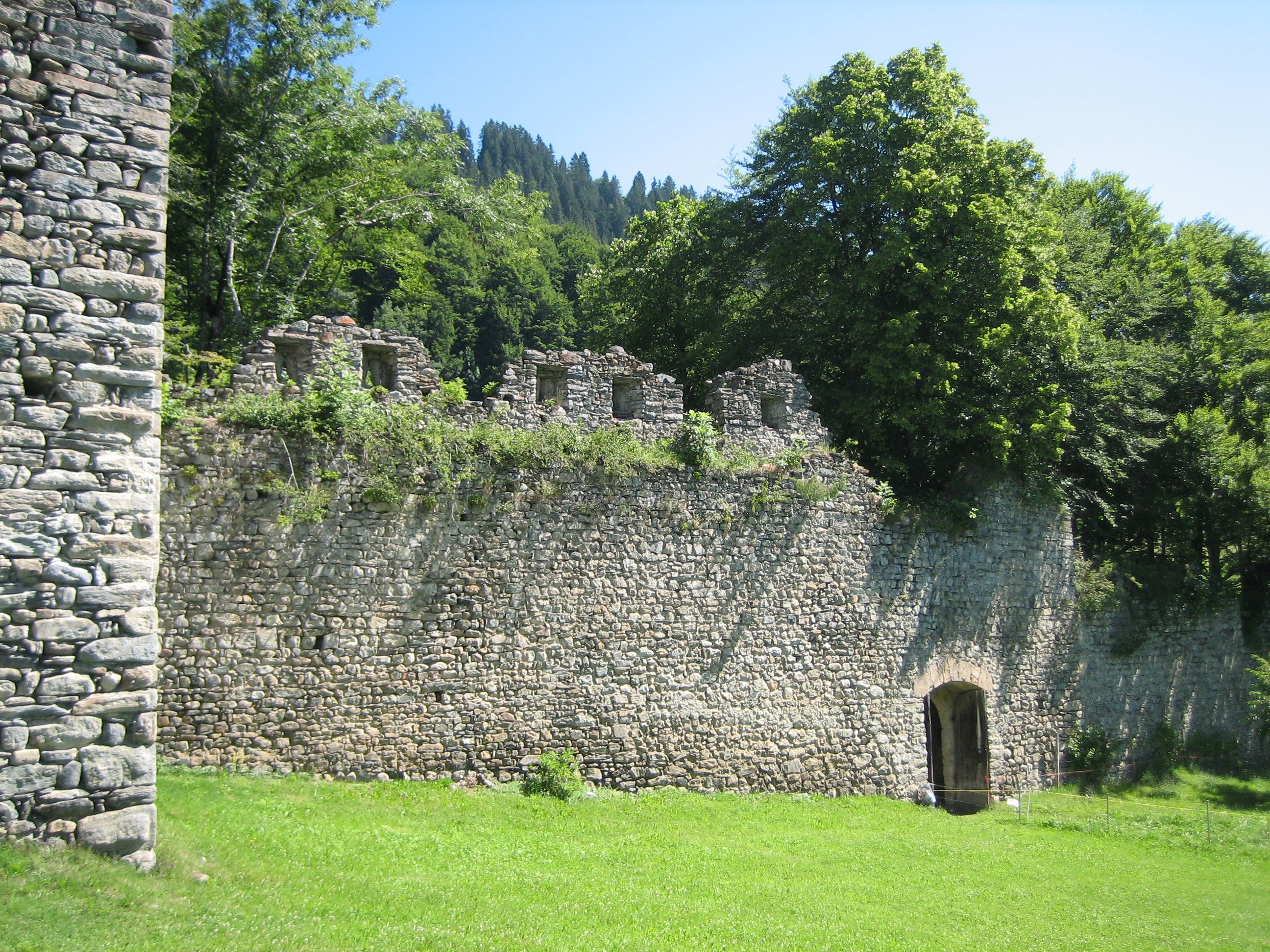
Eingangsbereich
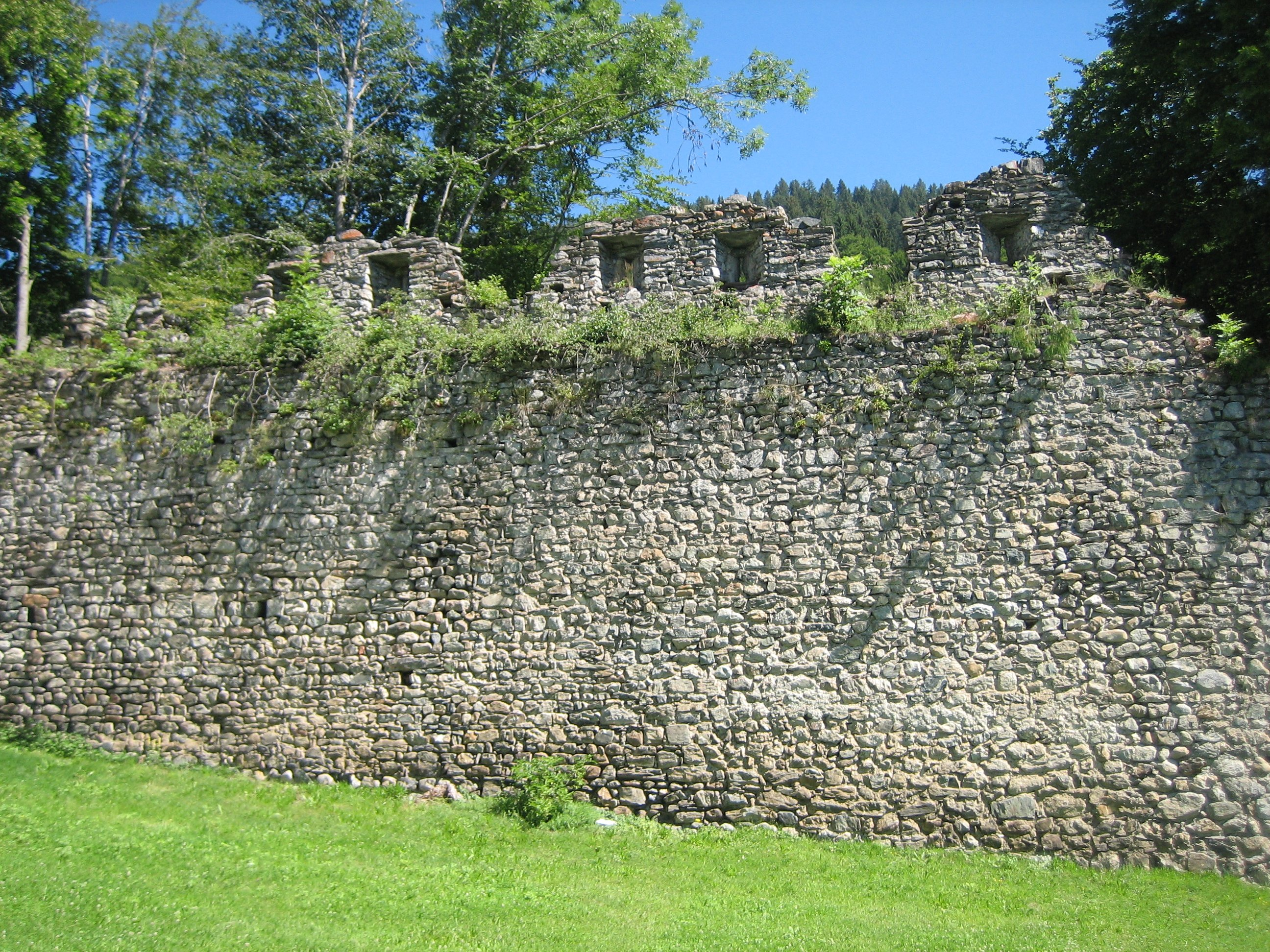
Nordmauer

## Geschichte

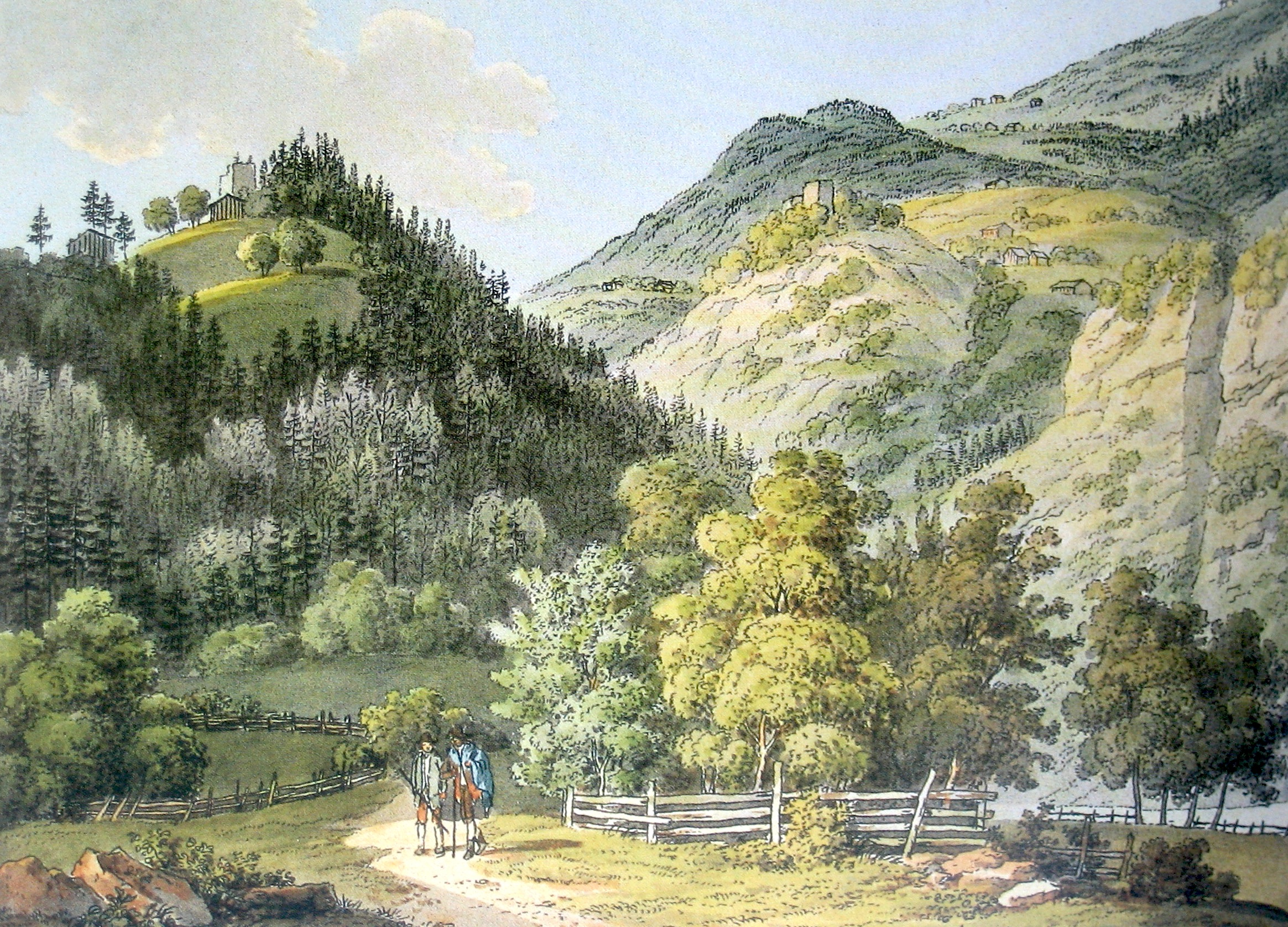
Burg Castels im Hintergrund, vorne die Burg Strahlegg, vor 1799

Urkundliche Nachrichten über den Bau der Burg fehlen. Denkbar ist, dass es sich um ein Refugium, evtl. auch ein Kirchenkastell aus dem frühen Mittelalter handelt, das im 13. Jahrhundert in eine Feudalburg umgewandelt wurde. Der Turm entstand wohl um 1200, die ältesten Teile des Berings dürften aus dem 13. Jahrhundert stammen, Erweiterungen erfolgten bis ins 16. und 17. Jahrhundert.
Eine Adelsfamilie «von Castels» ist nicht nachgewiesen. Im 14. Jahrhundert gehörte Castels zum Prättigauer Herrschaftsbereich von Ulrich von Aspermont. Wie die Burg in seinen Besitz kam, ist nicht klar. Seine Erben verkauften Burg und Güter zu Castels 1338 an Friedrich von Toggenburg und Ulrich von Matsch. 1344 teilten sich die beiden Käufer den Besitz, wobei die Burg an die Matsch fiel.
1394 war Castels im Besitz der Toggenburger, stellte doch Graf Friedrich eine Urkunde ze Castell in vnsrer vesty aus. Nach dem Tod des Toggenburgers 1436 gelangte Castels wieder an die Matsch; 1446 ist von Zinsen die Rede, die an Ulrich von Matsch gen Castels zuo vnser vesti zu entrichten waren. Schloss und Gericht Castels dienten mehrere Male als Pfand für Schulden des Gaudenz von Matsch, welcher zeitweise die Burg bewohnte. 1496 verkaufte er die Anlage an den römisch-deutschen König Maximilian I. Im Schwabenkrieg wurde die Burg am 16. oder 17. Februar 1499 von den Bündnern eingenommen, nach Friedensschluss jedoch wieder den Österreichern zurückgegeben; im November 1499 sass jedenfalls wieder ein österreichischer Vogt auf Castels, Hans Schuler aus Davos.
Im 16. Jahrhundert war Castels das Verwaltungszentrum der österreichischen Rechte im Prättigau. 1622 wurde die Burg von den Bündnern belagert. Nachdem die Wasserversorgung unterbrochen worden war, ergab sich die Burg am 25. April und wurde teilweise zerstört. Bereits im September wurde sie von Graf Sulz wieder zurückerobert. Im Lindauer Friede vom 6. September 1622 wurde bestimmt, dass die Bündner die Burg wieder aufzubauen und für den Schaden aufzukommen hätten. Ob dies auch geschah, ist unklar. 1649 kauften sich die Prättigauer von Österreich los. Die Burg Castels wurde von den Bündnern zerstört und ist seither Ruine.